# 藤城和明
藤城 和明（ふじしろ かずあき、1956年4月5日 - ）は、兵庫県姫路市出身の元プロ野球選手（投手）・コーチ、解説者。元歌手・タレント。

## 経歴
琴丘高校卒業後の1975年に新日鐵広畑へ入社し、2年目の1976年には都市対抗に出場。1回戦では大昭和製紙北海道を相手にリリーフで好投、延長13回の接戦を制し初勝利を記録する。2回戦では日本鉱業佐賀関を相手に先発し、藤沢公也・萩野友康の継投の前に惜敗したが、この試合で5連続三振を奪うなど各球団の注目を集める。
同年のドラフト1位で読売ジャイアンツに入団。
1977年には新人ながら開幕5試合目に先発で登板。独特の二段モーションから繰り出す緩いカーブを武器に大いに期待されたが、伸び悩んだ。
1979年には先発陣の一角として4勝を挙げ、同年オフの長嶋茂雄監督による「地獄の伊東キャンプ」にも参加する。
1980年も4勝を記録するが、その後は登板機会が減る。
1982年の開幕直後に、笹本信二との交換トレードで阪急ブレーブスへ移籍。阪急でも先発要員として期待されたが、勝ち星は移籍1年目に挙げた3勝のみと不本意な成績に終わる。
1985年オフに戦力外通告を受けた。旧知の歌手・松山千春が仲の良い稲尾和久監督に掛け合い、1986年にはロッテオリオンズにテストを受けて移籍。慢性的な右肩痛の為公式戦での登板機会はなく、同年限りで現役を引退。
引退後は毎年オフに開かれる球団対抗の歌合戦の常連になるほどの歌唱力を高く評価してた巨人で同僚だった中畑清と中井康之の紹介で、ムード歌謡グループの敏いとうとハッピー&ブルーに参加。元巨人選手の歌手転向は、柳田真宏に次ぐ事例であった。
その後はテレビ番組でリポーターを務めるなどタレント活動を経て、古巣・巨人に復帰。二軍投手兼育成コーチ（1993年 - 1994年）→二軍投手コーチ（1995年 - 1997年）を務め、1996年には開幕スタートダッシュ失敗に伴って、5月から一軍に昇格してメークドラマに貢献 。在任中はデビュー後に伸び悩んでいた岡島秀樹のフォーム改良に丹念に付き添って、先発ローテーション入りさせている。
退団後は韓国KBO・三星ライオンズ投手コーチ（1998年）を務め、帰国後はJ SPORTS・フジテレビ739で解説者として活躍。
2005年からは石毛宏典の呼びかけに賛同して四国アイランドリーグの旗揚げに参戦し、高知ファイティングドッグス初代監督に就任。NPBに進む選手を育成するという命題を掲げ、3年間で4人を送り込む（その一人が角中勝也である）。
初年度はチームをリーグ初優勝に導き、前後期制となった2年目の2006年も前期優勝を果たしたが、後期優勝の香川オリーブガイナーズとの年度優勝決定戦（チャンピオンシップ）には惜敗。
2007年は前後期とも3位で、年度チャンピオンシップへの進出は成らなかった。このシーズン中にチームの運営問題が浮上し、松山でのシーズン最終戦では試合終了後、グラウンドでファンにチームの存続を訴えた。最終的にチームの存続は決まったが、球団側は藤城と2008年度の契約を結ばないことを発表し、退任が決まった。リーグ発足時の4人の監督の中では、最も長く当初の球団で務めた。
高知退団後はIT企業「ユー・エス・イー」に採用担当として勤務すると共に、同社の軟式野球部で監督を務めている。
その傍らワールド・ハイビジョン・チャンネル『TwellV プロ野球中継』においてマリーンズ戦の解説も務めた。
多摩ケーブルネットワークが展開する地域スポーツ支援の一環として、小学生への野球指導を毎週末に行っているほか、創価大学投手コーチとして週1回程度、八王子のグラウンドに顔を出して指導し、八木智哉・大塚豊・小川泰弘・石川柊太・池田隆英・田中正義・杉山晃基・望月大希・鈴木勇斗を送り出した。

## 詳細情報

### 年度別投手成績
| 年 度     | 球 団     | 登 板 | 先 発 | 完 投 | 完 封 | 無 四 球 | 勝 利 | 敗 戦 | セ 丨 ブ | ホ 丨 ル ド | 勝 率 | 打 者 | 投 球 回 | 被 安 打 | 被 本 塁 打 | 与 四 球 | 敬 遠 | 与 死 球 | 奪 三 振 | 暴 投 | ボ 丨 ク | 失 点 | 自 責 点 | 防 御 率 | W H I P |
| --------- | --------- | ----- | ----- | ----- | ----- | -------- | ----- | ----- | -------- | ----------- | ----- | ----- | -------- | -------- | ----------- | -------- | ----- | -------- | -------- | ----- | -------- | ----- | -------- | -------- | ------- |
| 1977      | 巨人      | 15    | 9     | 0     | 0     | 0        | 2     | 3     | 0        | --          | .400  | 189   | 42.0     | 50       | 7           | 19       | 0     | 0        | 30       | 0     | 0        | 25    | 22       | 4.71     | 1.64    |
| 1978      | 巨人      | 2     | 0     | 0     | 0     | 0        | 0     | 0     | 0        | --          | ----  | 14    | 3.0      | 2        | 1           | 3        | 0     | 0        | 1        | 0     | 0        | 1     | 1        | 3.00     | 1.67    |
| 1979      | 巨人      | 27    | 12    | 1     | 1     | 0        | 4     | 7     | 0        | --          | .364  | 328   | 76.2     | 68       | 13          | 33       | 1     | 3        | 59       | 1     | 0        | 42    | 34       | 3.97     | 1.32    |
| 1980      | 巨人      | 18    | 11    | 1     | 1     | 0        | 4     | 3     | 0        | --          | .571  | 227   | 54.1     | 51       | 7           | 24       | 0     | 0        | 46       | 1     | 0        | 30    | 30       | 5.00     | 1.38    |
| 1981      | 巨人      | 12    | 5     | 0     | 0     | 0        | 1     | 2     | 0        | --          | .333  | 170   | 38.1     | 40       | 5           | 15       | 1     | 0        | 34       | 2     | 0        | 26    | 24       | 5.68     | 1.43    |
| 1982      | 阪急      | 19    | 12    | 2     | 1     | 0        | 3     | 4     | 0        | --          | .429  | 372   | 85.2     | 85       | 7           | 40       | 1     | 3        | 52       | 1     | 0        | 39    | 39       | 4.08     | 1.46    |
| 1984      | 阪急      | 8     | 2     | 0     | 0     | 0        | 0     | 0     | 0        | --          | ----  | 39    | 9.1      | 8        | 0           | 6        | 0     | 0        | 2        | 1     | 1        | 5     | 5        | 4.82     | 1.50    |
| 通算：7年 | 通算：7年 | 101   | 51    | 4     | 3     | 0        | 14    | 19    | 0        | --          | .424  | 1339  | 309.1    | 304      | 40          | 140      | 3     | 6        | 224      | 6     | 1        | 168   | 155      | 4.51     | 1.44    |

### 記録
- 初登板・初先発：1977年4月7日、対大洋ホエールズ3回戦（川崎球場）、1回2失点
- 初奪三振：1977年4月23日、対広島東洋カープ4回戦（広島市民球場）、8回裏に松原明夫から
- 初勝利・初先発勝利：1977年5月9日、対ヤクルトスワローズ8回戦（後楽園球場）、7回2/3を1失点
- 初完投勝利・初完封勝利：1979年5月30日、対中日ドラゴンズ6回戦（後楽園球場）

### 背番号
- 22 （1977年 - 1982年途中）
- 28 （1982年途中 - 1985年）
- 13 （1986年）
- 73 （1993年 - 1997年）